# Mas de les Torres
Mas de les Torres és una masia de Vilanova de la Muga (Alt Empordà) declarada Bé Cultural d'Interès Nacional.

## Descripció
És un edifici aïllat situat en un gran solar que dona a tres carrers del centre del poble. Es tracta d'un edifici de planta rectangular amb dues torres de planta quadrada, a la banda de llevant. Per la banda de migdia hi ha l'entrada principal, que està dotada d'un gran portal de mig punt adovellat. Al primer pis trobem grans balconades que comunicaven amb una eixida actualment esfondrada. Per la banda de llevant i ponent hi ha afegits més moderns que distorsionen el perfil originari.
L'any 2015 la torre que ocupa l'angle sud-est del mas va quedar greument afectada durant una tempesta amb forta pluja i vent. Es va esfondrar en gran part i va caldre desmuntar-la per a poder tornar a reconstruir-la.